# Лоурдес (Колумбия)
Лоурдес (исп. Lourdes) — город и муниципалитет в северо-восточной части Колумбии, на территории департамента Северный Сантандер. Входит в состав Центрального субрегиона.

## История
Поселение, из которого позднее вырос город, было основано 6 августа 1905 года Раймундо Ордоньесом Яньесом.

## Географическое положение

Муниципалитет Лоурдес

Город расположен в центральной части департамента, в горной местности Восточной Кордильеры, на расстоянии приблизительно 31 километра к западу от города Кукута, административного центра департамента. Абсолютная высота — 1426 метров над уровнем моря.
Муниципалитет Лоурдес граничит на севере с территорией муниципалитета Сардината, на востоке и юге — с муниципалитетом Грамалоте, на юго-западе — с муниципалитетом Саласар-де-Лас-Пальмас, на западе — с муниципалитетом Вилья-Каро, на северо-западе — с муниципалитетом Букарасика. Площадь муниципалитета составляет 87 км².

## Население
По данным Национального административного департамента статистики Колумбии, совокупная численность населения города и муниципалитета в 2015 году составляла 3365 человек.
Динамика численности населения муниципалитета по годам:
| 2005 | 2006 | 2007 | 2008 | 2009 | 2010 | 2011 | 2012 | 2013 | 2014 | 2015 |
| ---- | ---- | ---- | ---- | ---- | ---- | ---- | ---- | ---- | ---- | ---- |
| 3448 | 3444 | 3427 | 3417 | 3409 | 3394 | 3393 | 3383 | 3378 | 3369 | 3365 |

Согласно данным переписи 2005 года мужчины составляли 53,6 % от населения Лоурдеса, женщины — соответственно 46,4 %. В расовом отношении белые и метисы составляли 74,5 % от населения города; негры, мулаты и райсальцы — 25,5 %.
Уровень грамотности среди всего населения составлял 86 %.

## Экономика
Основу экономики Лоурдеса составляет сельское хозяйство.
69,5 % от общего числа городских и муниципальных предприятий составляют предприятия торговой сферы, 25,3 % — предприятия сферы обслуживания, 5,2 % — промышленные предприятия.